# 里甲制
里甲制（りこうせい）は中国明代から清代にかけて実施されていた政治制度。110戸を1グループとし、その中で裕福な10戸を長とし、納税・労役の管理に当たらせた。

## 概要
元を追い落とし、明を立てた太祖朱元璋は1381年（洪武14年）に全国に賦役黄冊を作る事を命じた。これは戸籍簿と租税台帳を合わせた物である。
賦役黄冊を元に、全国の民衆を110戸を1グループとし、その中で裕福な者1（里長戸）に対し、それ以外10戸（甲首戸）を合わせ、11戸を納税・労役の最小単位とした。110戸を里、11戸を甲と呼んだので、この制度は里甲制と呼ばれる。この里の中の収税・治安維持などの公的業務（正役）を甲が1年毎に持ち回りで行い、10年で一回りとなる。
この制度は朱元璋の理想とした重農主義を実現しようとするものだったが、明中期以降には経済が発達し、郷紳・豪商・富農への土地の集中と都市への移住が進んだためにこの制度は立ち行かなくなった。これに代わり1580年（万暦8年）に宰相張居正は一条鞭法を施行した。
清も当初は里甲制を採用したが、ほどなく地丁銀制に変わった。